# Karabijiwka
Karabijiwka (ukr. Карабіївка) – wieś na Ukrainie, w obwodzie chmielnickim, w rejonie chmielnickim, nad Połtwą. W 2001 roku liczyła 385 mieszkańców.